# مهرداد ضیایی
مهرداد ضیایی (زاده ۵ آذر ۱۳۴۷ در اصفهان) بازیگر تئاتر، تلویزیون و سینمای ایران است. وی فارغ‌التحصیل کارشناسی بازیگری از دانشکده سینما و تئاتر دانشگاه هنر است.

## زندگی هنری
وی حرفهٔ بازیگری را از سال ۱۳۶۶ با بازی در تئاتر تاتارها آغاز کرد، و نخستین تجربیات کار تصویری او در ابتدا در سال ۱۳۷۴ با بازی در تله‌تئاتر پرده عجایب ساخته داریوش مؤدبیان و سپس در سال ۱۳۸۳ با بازی در مجموعه تلویزیونی مروارید سرخ ساخته مسعود رسام رقم خورد.
وی در سال ۱۳۸۲ و در دوازدهمین جشنواره بین‌المللی نمایش‌های آیینی، سنتی؛ به خاطر بازی در تئاتر زائر به کارگردانی حمید امجد، جایزه بهترین بازیگر این جشنواره را کسب کرد.
او با سید مهرداد ضیایی بازیگر متولد سال ۱۳۴۸ در تهران تشابه اسمی دارد.

## آثار تصویری
منتخبی از آثار تصویری مهرداد ضیایی به عنوان بازیگر در زیر آمده‌است.

### مجموعه تلویزیونی
| سال       | نام مجموعه                         | کارگردان                                     |
| --------- | ---------------------------------- | -------------------------------------------- |
| ۱۳۷۴      | پرده عجایب (تله‌تئاتر)              | داریوش مؤدبیان                               |
| ۱۳۷۵      | خاطره‌ها (تله‌تئاتر)                 | داریوش مؤدبیان                               |
| ۱۳۷۶      | خسیس (تله‌تئاتر)                    | علی رفیعی                                    |
| ۱۳۸۳      | مروارید سرخ                        | مسعود رسام                                   |
| ۱۳۸۳      | باجناغ‌ها                           | مسعود فروتن                                  |
| ۱۳۸۴      | اولین شب آرامش                     | احمد امینی                                   |
| ۱۳۸۴      | راه شب                             | داریوش فرهنگ                                 |
| ۱۳۸۵      | روز رفتن                           | جواد افشار                                   |
| ۱۳۸۵      | بوکین                              | محسن قصابیان                                 |
| ۱۳۸۶      | کارآگاهان                          | حمید لبخنده                                  |
| ۱۳۸۷      | بی‌گناهان                           | احمد امینی                                   |
| ۱۳۸۷      | غیرمحرمانه                         | مسعود رسام                                   |
| ۱۳۸۸      | عملیات ۱۲۵ (فصل دوم)               | محمدرضا آهنج                                 |
| ۱۳۸۸      | خسته‌دلان                           | سیروس الوند                                  |
| ۱۳۸۸      | یک لحظه دیرتر                      | رضا بهشتی                                    |
| ۱۳۸۹      | در مسیر زاینده‌رود                  | حسن فتحی                                     |
| ۱۳۸۹      | مختارنامه                          | داوود میرباقری                               |
| ۱۳۹۰      | هفت‌خوان تا بهشت                    | عباس پاک‌نهاد                                 |
| ۱۳۹۰      | راه طولانی                         | رضا کریمی                                    |
| ۱۳۹۰      | شوق پرواز                          | یدالله صمدی                                  |
| ۱۳۹۱      | زیگزاگ                             | فریدالدین نیکجو                              |
| ۱۳۹۱      | سرزمین مادری                       | کمال تبریزی                                  |
| ۱۳۹۲      | داوران                             | احمد امینی، بیژن میرباقری                    |
| ۱۳۹۳      | زخم                                | مسعود آب‌پرور                                 |
| ۱۳۹۳      | شاهگوش                             | داوود میرباقری                               |
| ۱۳۹۴      | یادآوری                            | حجت قاسم‌زاده اصل                             |
| ۱۳۹۵      | برادر                              | جواد افشار                                   |
| ۱۳۹۶      | عمودی‌ها                            | محمدحجت ذیجودی                               |
| ۱۳۹۶      | محکومین                            | حسین قناعت                                   |
| ۱۳۹۶      | گمشدگان                            | رضا کریمی                                    |
| ۱۳۹۷      | روزگار                             | سیامک صرافت                                  |
| ۱۳۹۷      | بچه های گروهان بلال                | عبدالرحمن شلیلیان                            |
| ۱۳۹۷      | بازی نقاب‌ها                        | سیروس حسن‌پور                                 |
| ۱۳۹۷      | تاریکی شب روشنایی روز              | حجت قاسم‌زاده اصل                             |
| ۱۳۹۸      | سرگذشت                             | سیدجمال سیدحاتمی                             |
| ۱۳۹۸      | حکایت‌های کمال                      | قدرت‌الله صلح‌میرزایی                          |
| ۱۳۹۸      | ریکاوری                            | بهادر اسدی                                   |
| ۱۳۹۹      | بیگانه‌ای با من است (فصل اول و دوم) | احمد امینی (فصل اول) ، آرش معیریان (فصل دوم) |
| ۱۴۰۰      | پلاک ۱۳                            | آرش معیریان                                  |
| ١۴٠١      | خوشنام                             | علیرضا نجف زاده                              |
| ۱۴۰۲–۱۳۹۸ | هفت سر اژدها                       | ابوالقاسم طالبی                              |
| ۱۴۰۲      | چرخ گردون                          | جواد مزدآبادی                                |
| ۱۴۰۳      | چرخ گردون ۲                        | جواد مزدآبادی                                |
| ۱۴۰۳      | مهیار عیار                         | سید جمال سیدحاتمی                            |

* در هفت مجموعه پرده عجایب، بی‌گناهان، مختارنامه، یادآوری، برادر، سرزمین مادری و تاریکی شب روشنایی روز؛ مهرداد ضیایی و سیدمهرداد ضیایی به صورت همزمان به ایفای نقش پرداخته‌اند.

### فیلم سینمایی
| سال  | نام فیلم       | کارگردان      |
| ---- | -------------- | ------------- |
| ۱۳۸۶ | سه زن          | منیژه حکمت    |
| ۱۳۸۷ | یک گزارش واقعی | داریوش فرهنگ  |
| ۱۳۸۷ | مسیر عشق       | بیژن شکرریز   |
| ۱۳۸۸ | طبقه سوم       | بیژن میرباقری |
| ۱۳۹۴ | بازدم          | آرش سنجابی    |
| ۱۳۹۸ | مرتضی          | محمد حمزه‌ای   |

### فیلم تلویزیونی
| سال  | نام فیلم              | کارگردان       |
| ---- | --------------------- | -------------- |
| ۱۳۸۶ | میم، الف، دال، ر مادر | مسعود رسام     |
| ۱۳۸۷ | گراناز                | عباس رافعی     |
| ۱۳۸۷ | قصیده شب بارانی       | علیرضا سبزواری |
| ۱۳۸۸ | همدلی                 | افسانه منادی   |
| ۱۳۸۸ | ترس و لرز             | محمدرضا اعلامی |
| ۱۳۹۲ | در انتظار صبح         | سید رحیم حسینی |
| ۱۳۹۵ | روشنایی حقیقی         | مجید سروینی    |

## آثار نمایشی
منتخبی از آثار تئاتر مهرداد ضیایی در مقام کارگردان، دستیار کارگردان و بازیگر در زیر آمده‌است.

### کارگردان
- بی شیر و شکر (۱۳۸۳ - تهران)
- رقص در تاریکی (۱۳۸۴ - تهران)
- فرجام سفر طولانی طوبی (۱۳۸۴ - تهران)
- شهرزاد (۱۳۸۶ - تهران)

### دستیار کارگردان
- عروسی خون (کارگردان: علی رفیعی، ۱۳۷۸ - تهران)
- رومئو و ژولیت (کارگردان: علی رفیعی، ۱۳۸۰ - تهران)
- شازده احتجاب (کارگردان: علی رفیعی، ۱۳۸۰ - تهران)
- کلفت‌ها (کارگردان: علی رفیعی، ۱۳۸۲ - تهران)
- خاطرات و کابوس‌های یک جامه‌دار از زندگی و قتل میرزا تقی خان فراهانی (کارگردان: علی رفیعی، ۱۳۹۴ - تهران)
- خانه برناردا آلبا (کارگردان: علی رفیعی، ۱۳۹۷ - تهران)

### بازیگر
- تاتارها (کارگردان: اکبر تشکری‌نیا، ۱۳۶۶ - اصفهان)
- پرده جدید (کارگردان: محمد احمدی، ۱۳۶۷ - اصفهان و تهران)
- مرد مومی (کارگردان: نادر برهانی‌مرند، ۱۳۶۹ - تهران)
- سفر سبز در سبز (کارگردان: بهروز غریب‌پور، ۱۳۷۱ - تهران)
- کویر (کارگردان: رضا حامدی‌خواه، ۱۳۷۱ - تهران)
- بابا بزرگ و ترب (کارگردان: بهروز غریب‌پور، ۱۳۷۲ - تهران)
- عصا - عصای کارگشا (کارگردان: عادل بزدوده، ۱۳۷۵ - تهران)
- یک روز خاطره انگیز برای دانشمند بزرگ وو (کارگردان: علی رفیعی، ۱۳۷۶ - تهران)
- آهای دوستات را بشناس (کارگردان: عادل بزدوده، ۱۳۷۷ - تهران)
- عروسی خون (کارگردان: علی رفیعی، ۱۳۷۸ - تهران)
- شب‌های آوینیون (کارگردان: کورش نریمانی، ۱۳۷۸ - تهران)
- والس مرده‌شوران (کارگردان: کورش نریمانی، ۱۳۸۰ - تهران)
- رومئو و ژولیت (کارگردان: علی رفیعی، ۱۳۸۰ - تهران)
- مهر و آیینه‌ها (کارگردان: حمید امجد، ۱۳۸۰ - تهران)
- شازده احتجاب (کارگردان: علی رفیعی، ۱۳۸۰ - تهران)
- آبگوشت زهرماری (کارگردان: آرش آبسالان، ۱۳۸۱ - تهران)
- قهوه تلخ (کارگردان: شبنم طلوعی، ۱۳۸۲ - تهران)
- زائر (کارگردان: حمید امجد، ۱۳۸۲ - تهران)
- قرمز و دیگران (کارگردان: محمد یعقوبی، ۱۳۸۲ - تهران)
- ۷۷/۶/۳۱ (کارگردان: علیرضا نادری، ۱۳۸۳ - تهران)
- بی شیر و شکر (کارگردان: مهرداد ضیایی و حمید امجد، ۱۳۸۳ - تهران)
- مجلس شبیه در ذکر مصایب استاد نوید ماکان و همسرش مهندس رخشید فرزین (کارگردان: بهرام بیضایی، ۱۳۸۴ - تهران)
- خان هشتم (کارگردان: محمد رضایی‌راد، ۱۳۸۴ - تهران)
- تب تربت (کارگردان: احمد ایرانی‌خواه، ۱۳۸۴ - تهران)
- صحن آئینه (کارگردان: جواد طاهری، ۱۳۸۵ - تهران)
- شب‌های آوینیون (کارگردان: کورش نریمانی، ۱۳۸۶ - تهران)
- گاردن پارتی در برف (کارگردان: پرستو گلستانی، ۱۳۸۶ - تهران)
- افرا، یا روز می‌گذرد (کارگردان: بهرام بیضایی، ۱۳۸۶ - تهران)
- شکار روباه (کارگردان: علی رفیعی، ۱۳۸۷ - تهران)
- رومولوس کبیر (کارگردان: نادر برهانی‌مرند، ۱۳۸۸ - تهران)
- شهر شطرنجی (کارگردان: رضا حامدی‌خواه، ۱۳۸۸ - تهران)
- یک صبح ناگهان (کارگردان: حسین پاکدل، ۱۳۹۳ - تهران)
- دادگاه گالیله (کارگردان: سهران راشد، ۱۳۹۵ - تهران)
- مرگ آسید کاظم (کارگردان: محمد محقق، ۱۳۹۶ - تهران)
- گریز از مرکز (کارگردان: احسان اکبرنژاد، ۱۳۹۸ - تهران)